# Omolabus callosus
Omolabus callosus es una especie de coleóptero de la familia Attelabidae.

## Distribución geográfica
Habita en Costa Rica, México, Guatemala,  Honduras, Nicaragua y Panamá.